# Леонхард Хелфрид фон Мегау
Леонхард Хелфрид фон Мегау (на немски: Leonhard Helfried Graf von Meggau; * 1577, Бад Кройцен, Горна Австрия; † 23 април 1644, дворец Грайнбург в Грайн, Горна Австрия) е от 1619 г. имперски граф на Мегау, австрийски държавник, главен дворцов кемерер и главен дворцов майстер на върха на Виенския двор по времето император Матиас и Фердинанд II.

## Живот
Той е син на фрайхер Фердинанд Хелфрих фон Мегау (1533 – 1585) и съпругата му фрайин Сузана Вероника фон Харах (1558 – 1617), дъщеря на фрайхер Леонхард IV фон Харах-Рорау (1514 – 1590) и Барбара фон Виндиш-Грец (ок. 1520 – 1580). Брат е на граф Фердинанд Хелфрих Балтазар фон Мегау († 1620), става граф на 10 октомври 1619 г., женен 1610 г. за ландграфиня Естер фон Зулц (1592 – 1623). Сестра му Сузана Вероника фон Мегау (1580 – 1648) е омъжена на 30 април 1604 г. за граф Паул Сикст III фон Траутзон († 1621).
След следването си в чужбина Леонхард Хелфрид става през 1595 г. член на двора на ерцхерцог Максимилиан III Австрийски и го придружава в похода до Унгария.
Леонхард Хелфрид е католик и прави бързо кариера в двора на Фердинанд II. След италианското пътуване 1590 – 1595 г. (1594 в Падуа и Болоня) той става при император Рудолф II шатц-майстер и имперски съветник за Долна Австрия. При император Матиас той е 1596 /1600 г. таен съветник и главен шатц-майстер. През 1626 – 1637 г. той е фогт при Фердинанд II и 1621 г. хауптман на Долна Австрия. През 1619 г. е издигнат на имперски граф.
През 1622 г. Леонхард Хелфрид става рицар на хабсбургския Орден на Златното руно. Той е един от най-могъщите личности в двора на Фердинанд II. Политически е близък с баварската партия и противник на Албрехт фон Валенщайн. Той има силни връзки с миньорската, кредитната и финансова система в Европа. Освен това той често е дипломатически пратеник. От Рудолф Шпринценщайн той купува през 1626 г. господството и дворец Грайнбург на Дунав, и го престроява и обзавежда богато.
Леонхард Хелфрид фон Мегау умира на 67 години на 23 април 1644 г. в дворец Грайнбург в Горна Австрия.

## Фамилия
Първи брак: на 26 януари 1598 г. във Виена с фрайин Анна Сузана Куен фон Белази († 1628), дъщеря на фрайхер Рудолф фон Куен-Белази (1535 – 1581) и Магдолна Палфи аб Ердьод (1546 – 1623). Те имат четири дъщери:
- Елизабет фон Мегау († 18 април 1684), омъжена 1628/1636 г. във Виена за граф Фридрих Кавриани (* 1597, Мантуа; † 31 май 1662, Виена)
- Франциска фон Мегау (* 28 октомври 1609, Виена; † 22 септември 1676, Виена), омъжена 1627 г. в Телч, Чехия, за граф Яхим Олдрих Славата з Клуму а Козумберка (* 1604, Нойхауз; † 4 май 1645, Брук ан дер Мур). Тя е гувернантка на децата на император Фердинанд III и съпругата му Мария Анна.[3]
- Анна Мария фон Мегау (* 1610; † 3 май 1698, Виена), омъжена 1632 г. за граф Зигизмунд Лудвиг фон Дитрихщайн (* 1603; † 18 октомври 1653, Грац)
- Сузана фон Мегау (* 1615; † 19 февруари 1662), омъжена на 13 март 1631 г. за граф Хайнрих Вилхелм фон Щархемберг (* 28 февруари 1593; † 2 април 1675)

Втори брак: на 18 юни 1938 г. в Берлин с графиня Поликсена фон Лайнинген-Дагсбург (* 1617; † 8 януари 1668), дъщеря на граф Йохан Лудвиг фон Лайнинген-Дагсбург-Фалкенбург-Хайдесхайм (1579 – 1625) и графиня Мария Барбара фон Зулц (1588 – 1625). Бракът е бездетен.
Вдовицата му графиня Поликсена фон Лайнинген-Дагсбург се омъжва втори път на 9 май 1645 г. за граф Йохан Кристоф фон Пюххайм († 1657), трети път за Йохан Кристоф фон Шерфенберг († 1666) и четвърти път за граф Карл Фридрих фон Даун († 14 февруари 1727).